# 에코 (2014년 영화)
《에코》(영어: Earth to Echo)는 2014년 공개된 미국의 SF 모험 영화이다.

## 출연

### 주연
- 테오 할름
- 아스트로
- 리스 하트위그
- 엘라 발슈테트

### 조연
- 제이슨 그레이 스탠포드
- 캐시어스 윌리스
- 드레이크 켐퍼
- 버지니아 루이즈 스미스
- 피터 맥켄지
- 발레리 와일드먼
- 알지 스미스
- 소냐 레슬리
- 케리 오맬리
- 크리스 와이드
- 브룩 딜맨
- 윅 왓포드
- 티파니 에스펜슨
- 이스라엘 브로우사드
- 사라 아링턴
- 아서 다비니언
- 숀 캐롤

## 기타
- 라인PD: 패트릭 피치
- 조감독: 스테판 E. 하겐
- 사운드슈퍼바이저: 엘리자 폴락 저버트
- 미술: 카스라 파라하니
- 세트: 미시 파커
- 시각효과: 팀 카라스
- 시각효과: 밋첼 S. 드레인
- 시각효과: 브라이언 고드윈
- 시각효과: 조쉬 사에타
- 분장: 에이미 레더먼
- 분장팀: 트레이시 만조
- 헤어: 피터 쿠클라
- 의상: 주디아나 마코브스키
- 배역: 랜디 힐러
- 배역: 타마라 낫컷